# Знаменский собор (Хасавюрт)
Зна́менский собо́р (Собор во имя иконы Знамение Пресвятой Богородицы) — крупнейший православный храм Северного Кавказа, памятник архитектуры начала XX века. Яркий представитель неовизантийского стиля в архитектуре. Расположен в городе Хасавюрте Республики Дагестан, Россия.
Приход относится к Махачкалинскому благочинию Махачкалинской епархии Русской православной церкви. Настоятель храма — иерей Валерий Галкин.
Собор находится в центре Хасавюрта на улице Тотурбиева, 121. Является архитектурной доминантой города, купола и кресты собора далеко видны из окрестностей города.

## История
Храм построен в 1903—1904 годах казаками Терского казачьего войска к 300-летию дома Романовых.
В первые годы храм имел богатое внутреннее убранство, роспись, лепнину. Как и многие религиозные сооружения страны, собор имеет трагическую судьбу: в 1939 году власти закрыли храм, здание переоборудовали под склад ГСМ. В 1943 году в нём случился пожар, в результате которого был уничтожен весь интерьер и росписи.
В 1945 году собор был возвращён верующим и в нём возобновлены богослужения. Тем не менее, в советское время был уничтожен архитектурный ансамбль собора, вся прихрамовая территория застроена.
В 1990-х годах, из-за оттока русскоязычного населения из города и района, значительно сократилось число прихожан.
В 2011 году храм включён в федеральную программу «Культура России», что возможно позволит провести в нём ремонтно-восстановительные работы.

## Галерея

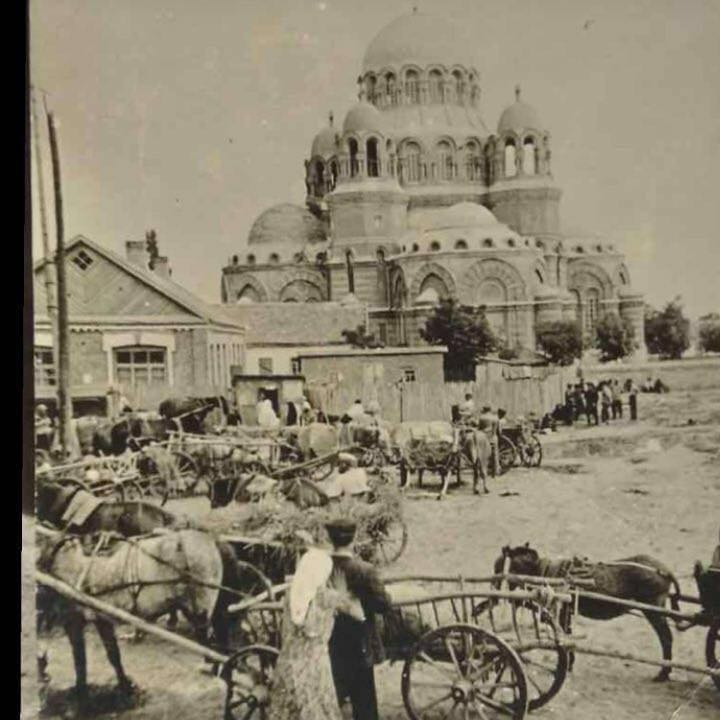
Хасав-Юрт, базарная площадь